# Robert Rzesacz
Robert Rzesacz (* 1977 in München) ist ein deutscher Filmeditor.

## Leben
Robert Rzesacz wurde ab 2001 Editor in der Werbung und als Schnitt-Assistent im Spielfilmbereich tätig. Er assistierte bei den Benjamin-Quabeck-Filmen Nichts bereuen (2001) und Verschwende deine Jugend (2003). Um 2009 wurde er als selbstständiger Editor tätig. 2015 wurde er mit dem Deutschen Filmpreis in der Kategorie Schnitt geehrt für den Film Who Am I – Kein System ist sicher.

## Filmografie (Auswahl)
- 2010: Das letzte Schweigen
- 2013: König von Deutschland
- 2014: Who Am I – Kein System ist sicher
- 2015: Tief durchatmen, die Familie kommt
- 2016: Seitenwechsel
- 2017: Sleepless – Eine tödliche Nacht (Sleepless)
- 2017: Tatort: Borowski und das dunkle Netz
- 2017–2019: Dark (Fernsehserie, 5 Folgen)
- 2019: Kidnapping Stella
- 2020: Der Überläufer
- 2021: Prey
- 2022: Die Kaiserin (Fernsehserie, 2 Folgen)
- 2023: Tatort: Was ihr nicht seht